# Congrès des nations en Chine
Congrès des nations en Chine byl francouzský němý film z roku 1901. Režisérem byl Georges Méliès (1861–1938). Film trval zhruba jednu minutu a natočen byl pravděpodobně na konci léta 1901. Film je v současnosti považován za ztracený.
Méliès se pravděpodobně nechal inspirovat snímkem J. Stuarta Blacktona The Congress of Nations (1900), který má podobný děj. Na rozdíl od evropských filmařů, kteří během čínského konfliktu nevykreslovali Čínu sympaticky, projevil Méliès v tomto filmu pročínský postoj, což byla v té době velmi neobvyklá pozice. Méliès však už předtím natočil několik filmů, kterými dával najevo, že stojí na straně smolařů. Například filmem L'Affaire Dreyfus z roku 1899 o Dreyfusově aféře si proti sobě postavil katolickou církev nebo antisemitsky smýšlející obyvatelstvo.

## Děj
Kouzelník ukazuje kruhový kus papíru, ze kterého odstraní vlajky spojenců. Potom z každé vlajky vyrobí vojáka z příslušné země a nakonec vyrobí Číňana, kterého se vojáci pokusí zlikvidovat. Číňan jim však s výrazem dětské nevinnosti ve tváři uteče v balónu.